# Успенка (Липецкая область)
 Успе́нка  — деревня Малобоевского сельсовета Елецкого района Липецкой области. Находится в южной части Елецкого района, в 17 км к югу от Ельца. Располагается на берегах пересыхающего ручья, образующего на западе деревни небольшую запруду. 
Как «хутор Успенский» впервые отмечается на картах конца XIX века. По материалам всесоюзной переписи населения 1926 года в Успенке значится 16 дворов, 91 житель.
Связана грунтовой дорогой с деревней Малая Боёвка. В 1,5 км к северу находится железнодорожная станция Хитрово линии Елец – Касторная ЮВЖД.

## Население
| 2010 |
| ---- |
| 42   |